# Enlightened - La nuova me
Enlightened - La nuova me (Enlightened) è una serie televisiva statunitense trasmessa dal 2011 sul canale HBO, e co-ideata ed interpretata da Laura Dern.
La prima stagione, andata in onda dal 10 ottobre 2011, è composta da dieci episodi. HBO ha ordinato una seconda stagione di otto episodi. Il 19 marzo 2013 la HBO ha annunciato la cancellazione della serie a causa degli scarsi risultati di ascolto.
In Italia la serie va in onda su Sky Atlantic dal 12 maggio al 2 giugno 2021.

## Trama
La serie segue la storia di Amy Jellicoe, una dirigente aziendale che, dopo una crisi di nervi causatale dal crollo della propria vita professionale e privata, ottiene il risveglio spirituale grazie ad un percorso di riabilitazione nelle Hawaii e decide così di riprendere in mano la propria vita.

## Episodi
| Stagione         | Episodi | Prima TV USA | Pubblicazione Italia |
| ---------------- | ------- | ------------ | -------------------- |
| Prima stagione   | 10      | 2011         | 2021                 |
| Seconda stagione | 8       | 2013         | 2021                 |

## Riconoscimenti
Enlightened è stata candidata ai Golden Globe 2012 come miglior serie commedia o musicale, mentre l'attrice protagonista della serie Laura Dern ha vinto il premio come miglior attrice in una serie commedia o musicale.